# 小塩節
小塩 節（おしお たかし、1931年1月10日 - 2022年5月12日）は、ドイツ文学者。中央大学名誉教授。フェリス女学院理事長。妻・小塩トシ子（1931- 、フェリス女学院大学名誉教授）は英文学者。

## 経歴
長崎県佐世保市生まれ。父は牧師小塩力。旧制松本高等学校文科乙類を経て、東京大学独文科卒、同大学院修了。
1958年、国際基督教大学専任講師、準教授、1967年からNHKの「ドイツ語講座」を1985年まで担当。
1970年、中央大学文学部教授、のち常任理事、在職のまま1985年から1988年まで駐西ドイツ・日本大使館公使、ケルン日本文化会館館長。
1997年中央大学退職、名誉教授、フェリス女学院院長、2004年理事長。
国際交流基金理事、ひこばえ幼稚園園長などを歴任。ひこばえ学園長、ケルン大学名誉文学博士。2015年にキリスト教功労者を受賞。
2022年5月12日午後1時21分、敗血症のため東京都三鷹市の病院で死去。91歳没。

## 人物
- ゲーテなど18世紀ドイツ文学が専門だが、ドイツ語教育、幼児教育、音楽、キリスト教徒としての著作など多数がある。
- 妹は仏文学の久米あつみ、長男に小塩和人（アメリカ史）がいる[4]。

## 出演番組
- ドイツ語講座（NHK教育）
- 音楽図書館「都市と音楽」（NHK-FM）

## 著書
- 『青年と文学 文学のよろこび』日本YMCA同盟出版部 1968
- 『芸術・信仰・青春 ドイツ・冬の旅』新教出版社・新書 1969
- 『NHKドイツ語入門 応用編』日本放送出版協会 1969
- 『初級ドイツ語』同学社 1970
- 『現代のドイツ語会話』三修社、1971
- 『ファウスト ヨーロッパ的人間の原型』日本YMCA同盟出版部 1972 のち講談社学術文庫
- 『新しいドイツ語文法』朝日出版社、1973
- 『やさしいドイツ語』朝日出版社、1974
- 『初級読本新しいドイツ語(1B)』朝日出版社 1975
- 『現代独文作法』郁文堂、1975
- 『ドイツの森』英友社 1976
- 『春近く 随想集』女子パウロ会 1976
- 『ドイツ語コーヒー・ブレイク』正続 日本放送出版協会 1976-1978
- 『朝の光のさすときに』日本基督教団出版局 1977
- 『250語でできるやさしいドイツ会話』白水社 1977
- 『愛と孤独の作家たち』主婦の友社 1977（Tomo選書）
- 『モーツァルトへの旅』主婦の友社 1978（Tomo選書） のち光文社知恵の森文庫
- 『生きたドイツ語入門』駿河台出版社 1978
- 『ドイツ的発想と日本的発想』講談社 1980
- 『先進国のリーダー日本の条件』講談社 1980
- 『ドイツの家庭 家庭とは何かを考える』青娥書房 1981
- 『ドイツの四季』英友社 1981
- 『ライン河の文化史』東洋経済新報社 1982 のち講談社学術文庫
- 『ドイツ語とドイツ人気質』日本放送出版協会 1982 のち講談社学術文庫
- 『ブレンナー峠を越えて ヨーロッパ芸術の光と影』音楽之友社 1982
- 『ありのままの西ドイツ』三修社 1983
- 『「グリム童話」をドイツ語で読む』PHP研究所 1984
- 『エクスプレスドイツ語』白水社 1986
- 『ラインのほとり 旅と音楽』音楽之友社 1986
- 『ケルンだより 外交官の手記』青娥書房 1988
- 『ドイツに学ぶ自立的人間のしつけ』あすなろ書房 1988
- 『ドイツざっくばらん』日本放送出版協会 1989
- 『ドイツ人気質の現実』講談社 1989
- 『やさしく学ぶドイツ文法』郁文堂 1990
- 『新ドイツの心』光文社 1990 「ドイツを探る」光文社文庫 1993
- 『ちょっとイキな国際感覚』講談社 1990
- 『ヨーロッパに学ぶ愛と人格形成』あすなろ書房 1990
- 『心すこやかに伸びいけ 愛は教育の原点』あすなろ書房 1991
- 『私のゲーテ』青娥書房 1991
- 『ザルツブルクの小径 音楽と食彩の旅』音楽之友社 1992 のち光文社知恵の森文庫
- 『やさしくつかえるドイツ文法読本』郁文堂 1992
- 『トーマス・マンとドイツの時代』中公新書 1992
- 『ドイツの都市と生活文化』講談社学術文庫 1993
- 『東ヨーロッパは今!』講談社 1993
- 『ドイツ語を学ぼう』郁文堂 1994
- 『ドイツと日本 国際文化交流論』講談社学術文庫 1994
- 『萌えるドイツ文法』朝日出版社 1994
- 『ガリラヤ湖畔の人びと』日本基督教団出版局 1995
- 『ドイツ語ってすてきだ! 耳で聞き口で言って覚える文法読本』改訂版 三修社 1996
- 『光の祝祭 ヨーロッパのクリスマス』日本基督教団出版局 1996
- 『希望のドイツ語』朝日出版社 1996
- 『人の望みの喜びを』青娥書房 1997
- 『ドイツのことばと文化事典』講談社学術文庫 1997
- 『ラインとともに』郁文堂 1998
- 『愛の人モーツァルト』青娥書房 1998
- 『木々を渡る風』新潮社 1998 のち文庫　第47回日本エッセイスト・クラブ賞受賞
- 『アドベント・カレンダーベツレヘムへのたび』日本基督教団出版局 1998
- 『ドイツ名作の旅』朝日出版社 1998
- 『もっと光を』北水 1999
- 『愛の詩人・ゲーテ ヨーロッパ的知性の再発見』日本放送出版協会 1999（NHKライブラリー）
- 『ゲーテに学ぶ愛と子育て』北水 1999
- 『フィレンツェの空に夜が青く花咲くころ』青娥書房 2000
- 『エコ初級ドイツ語読本』朝日出版社 2000
- 『こころの旅ヨーロッパ』日本基督教団出版局 2000
- 『バルラハ 神と人を求めた芸術家』日本キリスト教団出版局 2002
- 『天と地のひびき ヨーロッパ音楽家紀行』日本キリスト教団出版局 2002
- 『ドイツこころの旅』朝日出版社 2002
- 『ご存知ですかドイツ! 情報からドイツへ』朝日出版社 2003
- 『自分に出会う ある生い立ちの記』青娥書房 2004
- 『聖書に聴く』青娥書房 2005
- 『響きあう言葉と音楽』日本キリスト教団出版局 2005
- 『ドイツってこんな国! ロマンチックドイツから福祉・共生・不作為まで』朝日出版社 2005
- 『育児の不安はとんでいけ 子どもが花咲く幼児教育』青娥書房 2006
- 『木々との語らい』青娥書房 2008
- 『銀文字聖書の謎』新潮選書 2008
- 『心の旅祈りの旅』青娥書房 2009
- 『旅人の夜の歌　ゲーテとワイマル』岩波書店 2012
- 『樅と欅の木の下で』青娥書房 2015
- 『「神」の発見　銀文字聖書ものがたり』教文館 2017
- 『ぶどうの木のかげで　今日の祈り、明日のうた』青娥書房 2019
- 『森鴎外　随想』青娥書房 2020

### 共編著
- 『やさしいドイツ語』 Heinz Wilms共著 白水社 1966
- 『現代ドイツ文法』柏原兵三共著 三修社 1967
- 『中級新読本・ドイツの生活』K.ミュラー・デイエス共著 増補版 同学社 1968
- 『リルケ』ロベルト・シンチンガー共著 第三書房 1969（ドイツ文豪物語）
- 『ポケット・ドイツ旅行会話』Lucy S.Ito共著 三修社 1982
- 『見ておぼえるドイツ文法』朝日出版社 1990
- 『ドイツ語の花ばな』朝日出版社 1991
- 『OKドイツ語文法読本』小鎚千代共著 改訂版 三修社 1995
- 『祈りよ愛の言葉よ』日本基督教団出版局 1996
- 『ドイツ=カタログ』Gabriele Greve共著 朝日出版社 1997
- 『ゲーテ街道を行く とんぼの本』津田孝二共著 新潮社 1999
- 『クリスマス・ブック光』小塩トシ子共著 日本基督教団出版局 2000
- 『クリスマスの祈りと歌』小塩トシ子共編 日本キリスト教団出版局 2007
- 『聖書のおはなし』小塩トシ子共著 キリスト教視聴覚センター 2009

### 翻訳
- カール・バルト『モーツァルト』新教出版社 1957
- 三浦アンナ『白馬に乗れるロゴス』新教出版社 1957
- 『ヒルティ著作集 眠られぬ夜のために』登張正実共訳 白水社 1959
- ヴォルフガング・フィートカウ『もうひとつのクリスマスのうた 現代ドイツ・クリスマス詩集』日本基督教団出版局 1972
- G.フーセンエッガー『聖書物語』ブックマン社 1973
- カール・バルト『最後の証し』野口薫共訳 新教出版社 1973
- 『ゲーテ詩集』講談社文庫 1974
- ヨッヘン・クレッパー『みつばさのかげに 愛と死の日記』小槌千代共訳 日本基督教団出版局 1977
- 『キリスト教文学の世界 6 シュヴァイツァー』主婦の友社 1977
- ワルター・イェンス 『ユダの弁護人』小鎚千代共訳 ヨルダン社 1980
- ローベルト・ミュンスター『ルートヴィヒ二世と音楽』音楽之友社 1984
- トーマス・マン『ヨセフとその兄弟』全3巻、望月市恵共訳 筑摩書房 1985-1988
- コンラート・リヒター 『サンタ・クロースがやってきた』日本基督教団出版局 1989
- P.エーリスマン『聖書物語』日本基督教団出版局 1991
- 『キリスト教名句名言事典』濱崎史朗、山形和美共編訳 教文館 1999
- 『カール・バルト一日一章』小鎚千代共訳 日本キリスト教団出版局 2007
- 『ゲーテからの贈り物』青娥書房 2021 訳編

児童向け
- アーサー・ガイサート『ノアの箱舟』小塩トシ子共訳 こぐま社 1989
- 『はじめての聖書』全2巻 共訳 こぐま社 1992-1993
- アーサー・ガイサート『洪水のあとで ノアたちのその後』小塩トシ子共訳 こぐま社 1994
- 『子どもに語る聖書』天沼春樹共訳 こぐま社 1998
- ルース・クラウス『にんじんのたね』こぐま社 2008

記念論集
- 『ヨーロッパ精神とドイツ 出会いと変容』郁文堂 1992

## その他

### ドキュメンタリー
- こころの時代「ドイツ文学者・小塩節 神との対話-ゴート語訳聖書の世界」（2004年3月、NHK Eテレ）[5]